# دان كار
دان كار (بالإنجليزية: Dan Carr)‏ هو سياسي أمريكي، ولد في 24 أغسطس 1951، وتوفي في 26 يونيو 2012.